# Hattie Jacques
Hattie Jacques (* 7. Februar 1922 in Sandgate, Grafschaft Kent, Großbritannien als Josephina Edwina Jaques; † 6. Oktober 1980 in London) war eine britische Schauspielerin.

## Leben

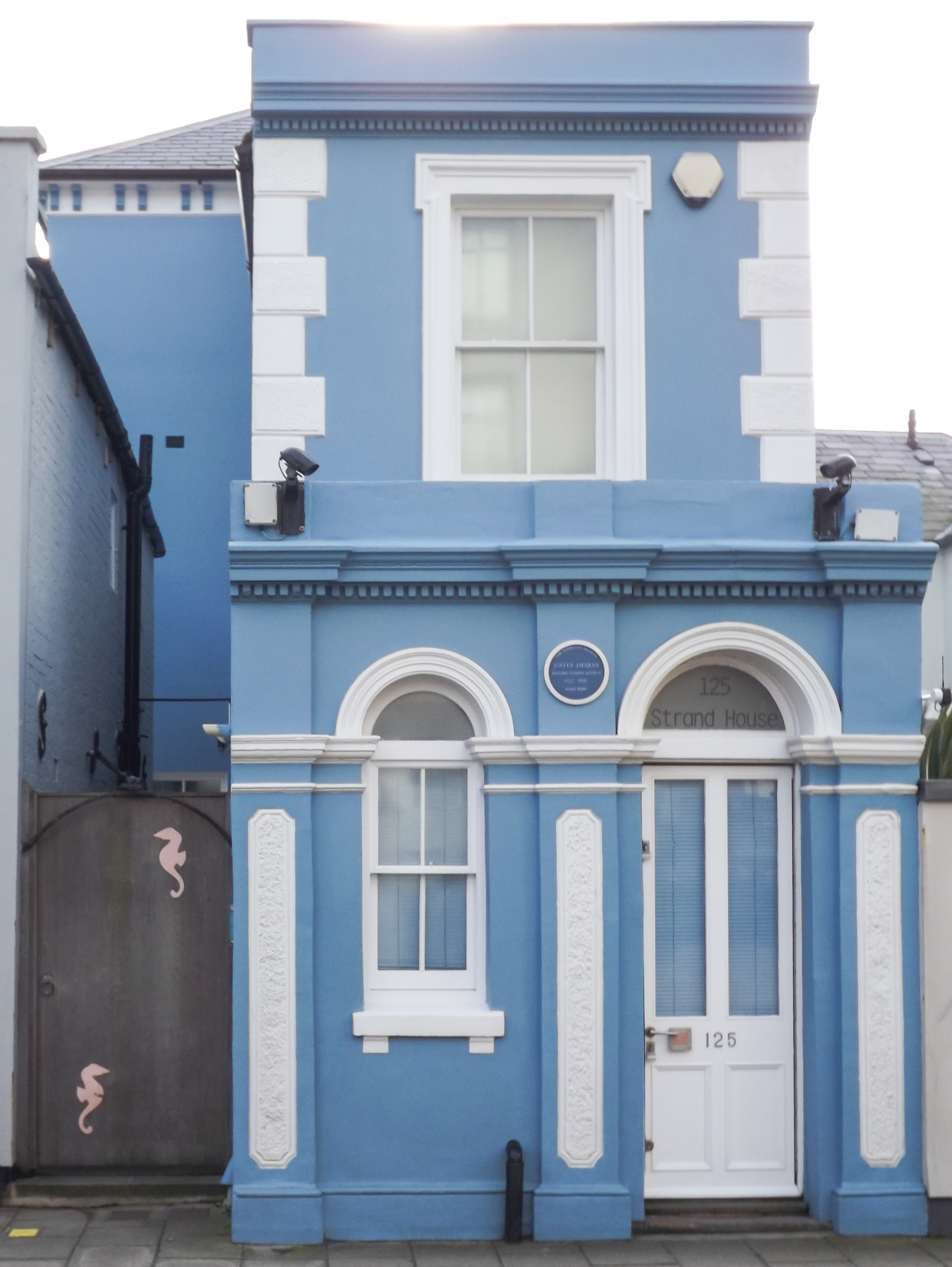
Geburtshaus von Hattie Jacques in 125 High Street, Sandgate

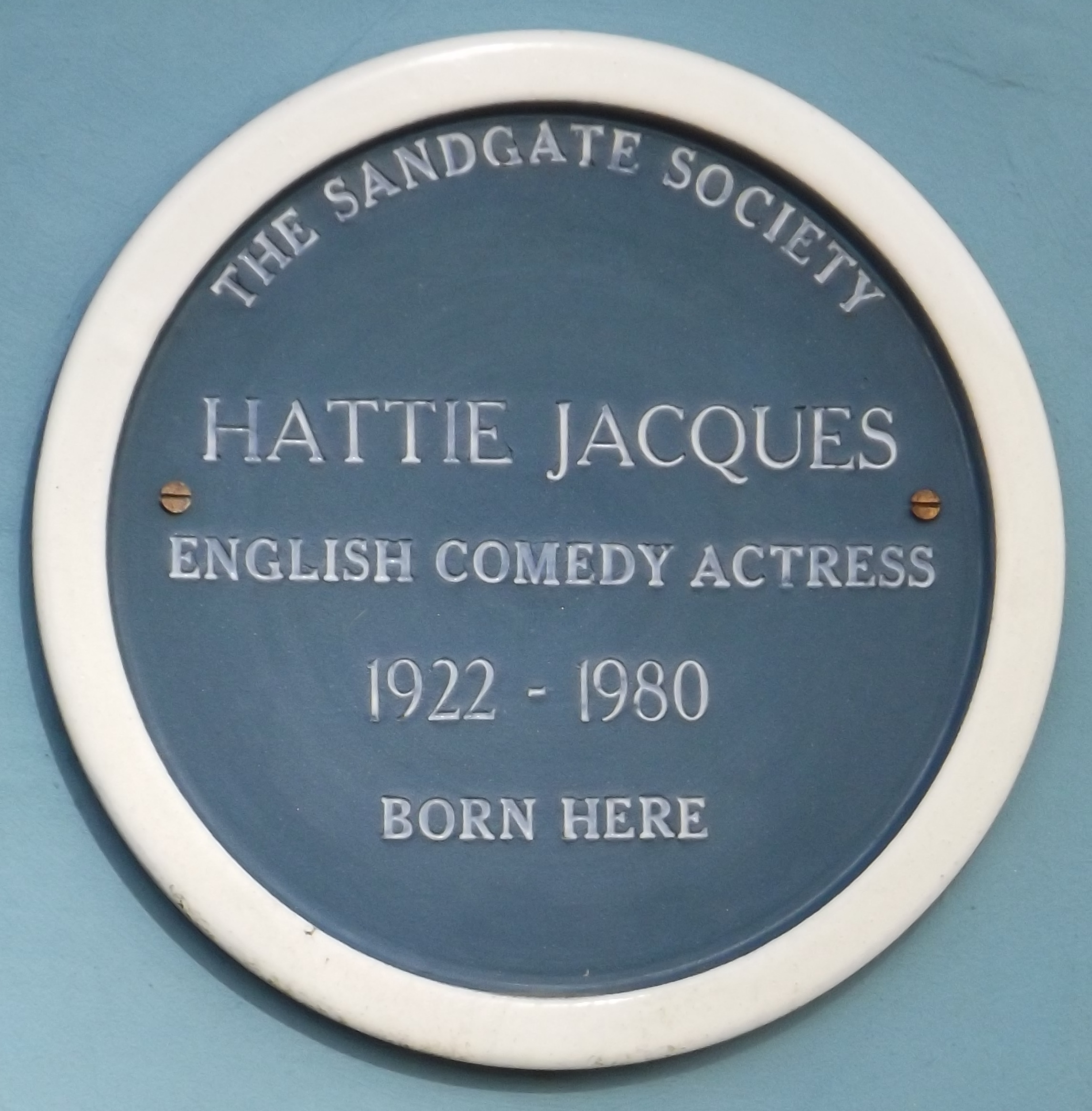
Plakette am Haus

Jacques absolvierte zunächst eine Friseurausbildung. Aufgrund der Umstände des Zweiten Weltkriegs arbeitete sie zunächst als Krankenschwester und später als Schweißerin. Während dieser Zeit entdeckte sie ihre Gabe, Menschen zum Lachen zu bringen. Mit ihrem imposanten Erscheinungsbild nutzte sie Humor auch als effektive Form der Selbstverteidigung.
Ihren Weg ins Showbusiness fand Jacques, als sie ihren Bruder zur Arbeit begleitete, der als Fahrstuhlführer in einem Londoner Theater tätig war. Dort wurde sie als Darstellerin und Sängerin engagiert. Besondere Bekanntheit erlangte sie durch ihre überzeugende Darstellung einer übergroßen Zauberin. Später kehrte sie zum Little Players Theatre in London zurück, wo sie als Schauspielerin, Produzentin und Stückeschreiberin tätig war.
Jacques’ Karriere gewann an Fahrt. Sie wurde zunehmend für Bühnenshows gebucht. Ihr Gesangstalent und ihr schlagfertiger Humor machten sie derart bekannt, dass sie regelmäßig für die "Ist ja irre"-Filmreihe engagiert wurde. Darüber hinaus war sie ein häufiger Gast in Comedy-Radiosendungen. Während dieser Zeit lernte sie ihren langjährigen Partner, Eric Sykes, kennen und arbeitete mit ihm über mehr als 30 Jahre in verschiedenen Fernsehserien zusammen.
Jacques genoss unter ihren Kollegen große Beliebtheit. Viele betrachteten sie aufgrund ihrer freundlichen Art und ihres Humors als eine Art Schwester. Innerhalb der "Ist ja irre"-Crew erhielt sie den liebevollen Spitznamen "Übermutter".
Jacques war von 1949 bis 1965 mit dem Schauspieler John Le Mesurier verheiratet und brachte während dieser Ehe zwei Söhne zur Welt. Trotz ihrer späteren Scheidung blieben Jacques und Le Mesurier enge Freunde.
Im Jahr 1980 erlag Hattie Jacques im Alter von 58 Jahren den Folgen eines Herzinfarktes.
Im Jahr 2000 wurde eine biografische Dokumentation mit dem Titel "The Unforgettable Hattie Jacques" im britischen Fernsehen ausgestrahlt. Darüber hinaus entstand 2011 der Fernsehfilm "Hattie", der sich mit ihrem Leben auseinandersetzte.

## Filmografie (Auswahl)
- 1948: Oliver Twist
- 1950: Schicksal zwischen Ebbe und Flut (Houseboat)
- 1951: Charles Dickens – Eine Weihnachtsgeschichte (Scrooge)
- 1952: Mr. Pickwick (The Pickwick Papers)
- 1952: Mother Riley Meets the Vampire
- 1955: Hahn im Korb (As Long as They’re Happy)
- 1958: Kopf hoch – Brust raus! (Carry On Sergeant)
- 1959: 41 Grad Liebe (Carry On Nurse)
- 1959: Ist ja irre – Lauter liebenswerte Lehrer (Carry On Teacher)
- 1960: Ist ja irre – unser Torpedo kommt zurück (Watch Your Stern)
- 1960: Ist ja irre – Diese strammen Polizisten (Carry On, Constable)
- 1960: Ein Nerz an der Angel (Make Mine Mink)
- 1961: Alles dreht sich um den Hund (In the Doghouse)
- 1961: Nicht so toll, Süßer (Carry On Regardless)
- 1963: Ist ja irre – diese müden Taxifahrer (Carry On Cabby)
- 1967: Das Brett (The Plank)
- 1967: Bobo ist der Größte (The Bobo)
- 1967: Das total verrückte Krankenhaus (Carry On Doctor)
- 1969: Gauner, Kronen und Juwelen (Crooks and Coronets)
- 1969: Monte Carlo Rallye (Monte Carlo or Bust!)
- 1969: Das total verrückte Campingparadies (Carry On Camping)
- 1969: Das total verrückte Irrenhaus (Carry On Again Doctor)
- 1969: Magic Christian (The Magic Christian)
- 1970: Catweazle (Fernsehserie, 1 Folge)
- 1970: Liebe, Liebe usw. (Carry On Loving)
- 1971: Ein Streik kommt selten allein (Carry On at Your Convenience)
- 1972: Die total verrückte Oberschwester (Carry On Matron)
- 1972: Ein total verrückter Urlaub (Carry On Abroad)
- 1974: Mach’ weiter, Dick! (Carry On Dick)